# セルビアン・フィルム
『セルビアン・フィルム』（セルビア語: Srpski film、セルビア語キリル・アルファベット: Српски Филм、英: A Serbian Film）は、2010年のセルビアのエクスプロイテーション・ホラー映画。

## 概要
日本では映倫によるレイティングは設定されていないが（作中の描画が映倫の区分適用外に該当するため）、公式サイトなどでは「20歳未満の方はご覧いただけません」と広報された。なお、米国MPAAではNC-17指定とされている。
2022年7月22日に、4Kリマスター化された本作が『セルビアン・フィルム 4Kリマスター完全版』の邦題で再び公開された。映倫のレイティングではなく独自にR18+指定としている。

## あらすじ
ポルノスター・ミロシュ（スルジャン・トドロヴィッチ）は現役を引退し、妻マリア（イェレナ・ガウリロヴィッチ）、幼い息子ペタルと共に暮らしていたが、中々仕事に恵まれず困窮していた。
そんなある日、ミロシュはかつて共演したレイアから海外向けの大作ポルノに出演しないかとの誘いを受ける。高額のギャラに惹かれ仕事を引き受けたミロシュはヴックミル（セルゲイ・トリノフヴィッチ）と名乗る監督に引き合わされ、芸術的なフィルムを作るという話を聞かされるが、その実態は富裕層向けのスナッフフィルムを撮る悪質な業者であった。
自分が違法な撮影に巻き込まれていることに気付いたミロシュは仕事を断り帰ろうとするが、ヴックミルにドラッグ入りのお茶を飲まされていたことで道中、意識を失ってしまう。気が付くとそこは自宅のベッドで、数日間の記憶がなく、妻や息子は行方不明で電話も繋がらなかった。不安に感じたミロシュはヴックミルの屋敷に戻るが、そこには自分が数々の暴力や性行為にふけるビデオテープが残されていた。
ミロシュはテープを手掛かりに記憶を辿っていく。ドラッグを飲まされ女性を強姦し殺したこと、レイアが自分を連れ戻しに来たが拷問のうえ殺されたこと、その後自分が未成年と行為に及びそうになったが何とか拒絶し逃げたこと、兄マイクに助けを求めるが兄はヴックミルと裏で通じており密告されて連れ戻されたこと、撮影のクライマックスとして拉致されて来た妻と息子を強姦してしまったこと、最後には我に返り報復として撮影関係者を皆殺しにしたこと、家族を力づくで連れ帰って自宅の一室に閉じ込め自分はベッドで力尽きたこと。
全てを思い出したミロシュは絶望し、閉じ込めていた家族を解放してしばらくの平穏を過ごすと、拳銃を使って一家心中を図る。その後、ヴックミルの関係者と思わしき人物が現れ、ミロシュ一家の死体を前に新たなフィルムの撮影を指示するところで物語は終わる。

## スタッフ
- 監督：スルジャン・スパソイェヴィッチ
- 脚本：アレクサンダル・ラディヴォイェヴィッチ
- 撮影：ネマニャ・ヨヴァノフ

## キャスト
- ミロシュ（スルジャン・トドロヴィッチ）(大塚明夫)

本作の主人公。元ポルノ男優。
- ヴックミル（セルゲイ・トリノフヴィッチ）(泰勇気)

ポルノ作品の監督。
- マリア（イェレナ・ガウリロヴィッチ） (西明日香)

ミロシュの妻。
- マイク（スルジャン・スパソイェヴィッチ）(神木隆之介)

ミロシュの兄で警察官。
- レイア（カタリナ・ズティッチ）(七緒はるひ)

ミロシュと過去に共演をしたポルノ女優。
- ジェカ（アンデラ・ネナドヴィッチ）(かかずゆみ)
- ジェカの母親（アナ・サキッチ）(三石琴乃)
- ジェカの祖母（リディア・プレトル） (大亀あすか)
- 医者（レナ・ボグダノヴィッチ）(五十嵐麗)
- ペタル（ルカ・ミヤトヴィッチ）(喜多村英梨)

ミロシュとマリアの息子。
- キーパー1（ネナド・ヘラコヴィッチ）(平野潤也)
- キーパー2（カルニ・ジェルニッチ）
- キーパー3（マルコ・クルジェン）
- ラシャ（ミオドラゴ・クルチマリク）
- 幼稚園の教師（タニア・デヴニッチ）
- 妊婦（ナタサ・ミリュズ）

## 受賞
- アメリカ
  - アナザー・ホール・イン・ザ・ヘッド映画祭正式招待作品
  - サウス・バイ・サウスウェスト映画祭正式招待作品
- イギリス
  - レインダンス映画祭正式招待作品
  - ロンドン・フライトフェスト映画祭正式招待作品
- エストニア ハープサル ホラー・ファンタジー映画祭正式招待作品
- カナダ モントリオール ファンタジア映画祭正式招待作品
- ギリシャ アテネ国際映画祭正式招待作品
- セルビア
  - ヴルニャツカ･バニャ映画祭 2010 脚本賞
  - ノヴィ・サド映画祭正式招待作品
- ドイツ
  - ハンブルグ国際映画祭正式招待作品
  - ミュンヘン 国際批評家連盟2010 脚本賞
- フランス エトランジェ映画祭正式招待作品
- ベルギー ブリュッセル国際ファンタスティック映画祭正式招待作品
- モントリオール ファンタジア映画祭 2010
  - 新人賞
  - 観客賞（ヨーロッパ映画部門）金賞
  - 観客賞（革新的映画部門）金賞
- 韓国 釜山国際映画祭正式招待作品